# Quasar (Motorrad)

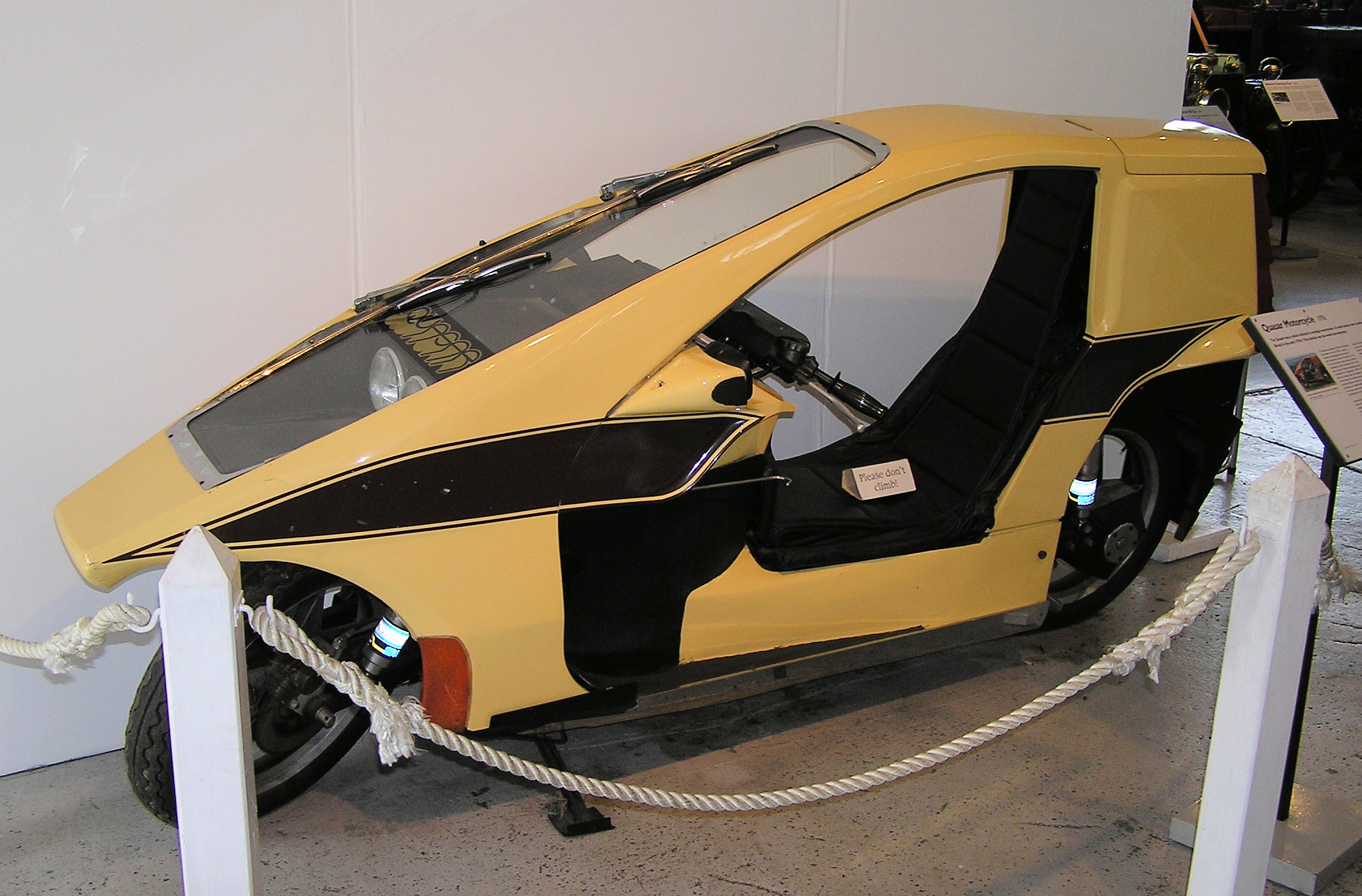
Quasar

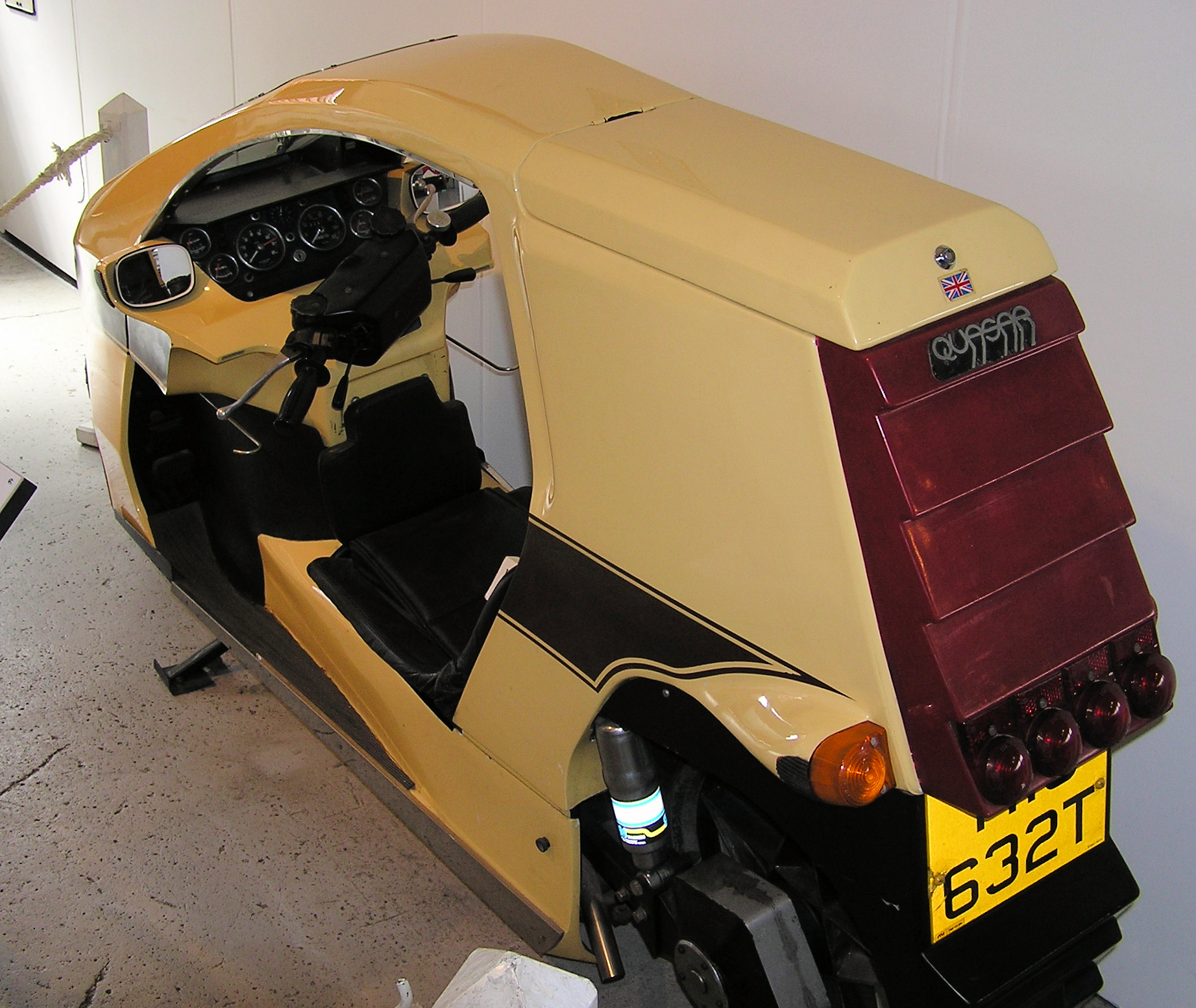
Quasar Rückansicht

Der Quasar war ein überdachtes Motorrad, 1968 produziert in Großbritannien von Malcolm Newell und Ken Leaman, zunächst ausgerüstet mit einem 850-cm³-Vierzylindermotor von Reliant Motors, welches eine Reisegeschwindigkeit von 90 bis 100 mp/h (145 bis 160 km/h) erreichte und unter günstigen Umständen die 160 km/h noch überschritt.

## Design
Der Fahrer des Quasar saß im Gegensatz zum herkömmlichen Motorrad mit den Füßen in Vorwärtsrichtung innerhalb des Fahrzeugs anstelle vorn darauf und wurde von einem Dach überragt. Für große Fahrer mit modernen Motorradhelmen konnte dies unter Umständen ein Problem bedeuten, obwohl es auch möglich war, unter beengten Platzverhältnissen einen Sozius mitzunehmen.
Das Motorrad hatte vorne eine laminierte Glas-Windschutzscheibe mit Scheibenwischern wie beim Auto sowie eine Heizung. Die Verwendung einer halb-offenen Karosserie verursachte tote Winkel, die den Fahrer zwangen, seinen Kopf zu bewegen, um sicherzustellen, dass der Blickwinkel nicht durch die Träger der Windschutzscheibe blockiert war. Hinter dem Fahrer war ein Transportraum von 60 Litern und werksseitig waren Packtaschen verfügbar. Diese waren nicht breiter als die engen Spiegel.

## Geschichte
1968, nachdem seine Idee für ein Trike mit Namen Revolution gescheitert war, und welches ihn zwang, seinen Motorradgeschäft in Devizes zu schließen, traf Malcolm Newell seinen späteren Partner Ken Leaman in Schottland und die beiden beschlossen, den ersten Quasar-Prototypen zu bauen. Das erste regulär produzierte Exemplar wurde in Bristol durch Ken und Malcom bei Wilson Brothers, wo Ken ganztägig beschäftigt war, gebaut und im Dezember 1976 verkauft. Die Rechte an dem Fahrzeug verblieben bei den Wilson Brothers, obwohl Ken das Fahrzeug allein konstruierte und baute.
Obwohl reichlich beworben, war die Nachfrage zu gering, um die Produktionskosten zu decken. Zwischen Dezember 1976 und Oktober 1979 wurden lediglich sechs Exemplare verkauft.
1980 überzeugte der Designer des fluoreszierenden Rücklichts, John Malfoy, seinen damaligen Arbeitgeber Romarsh in Calne, Wiltshire zur Herstellung von fünf Quasaren unter Lizenz von Wilson Brothers. Alle fünf hergestellten Motorräder wurden bis Dezember 1981 verkauft und eine weitere Herstellung von zehn Exemplaren wurde im August 1981 in Angriff genommen.
Als Romarsh bankrottging, kaufte John Malfoy die übriggebliebenen Teile und baute diese zu weiteren Motorrädern zusammen. Unabhängig davon produzierte Malcolm Newell mindestens ein weiteres Exemplar aus weiteren Ersatzteilen. Insgesamt wurden nur 21 Motorräder mit dem Reliant-Motor gebaut, doch Newell fuhr fort, weitere Exemplare in seinem eigenen Geschäft in Heddington herzustellen. Diese wurden mit Motorrad-Motoren ausgerüstet. 
Spätere Exemplare enthielten Motoren aus der GS-Baureihe von Suzuki, sowohl mit Ketten- als auch mit Kardanantrieb, eines mit dem Motor einer Honda VF750 und sogar ein Exemplar mit dem Sechszylindermotor der Kawasaki Z1300. Malcolm baute ebenfalls eine Baureihe namens Phasar, die im Gegensatz zum Quasar ein offenes Dach hatte. Diese wurden mit Motoren der Honda Gold Wing und VT500, Moto Guzzi V50 und Convert, der Kawasaki Z1300 sowie der Yamaha RD 250 und RD 350 angetrieben. Er arbeitete an einem Trike mit zwei vorn liegenden, neigungsfähigen Rädern, als er 1994 im Alter von 54 Jahren starb.
Mangels Finanzen wurden nur 21 Quasare im Originaldesign gebaut, von denen Stand 2012 noch 10 offiziell zugelassen waren.

## Galerie

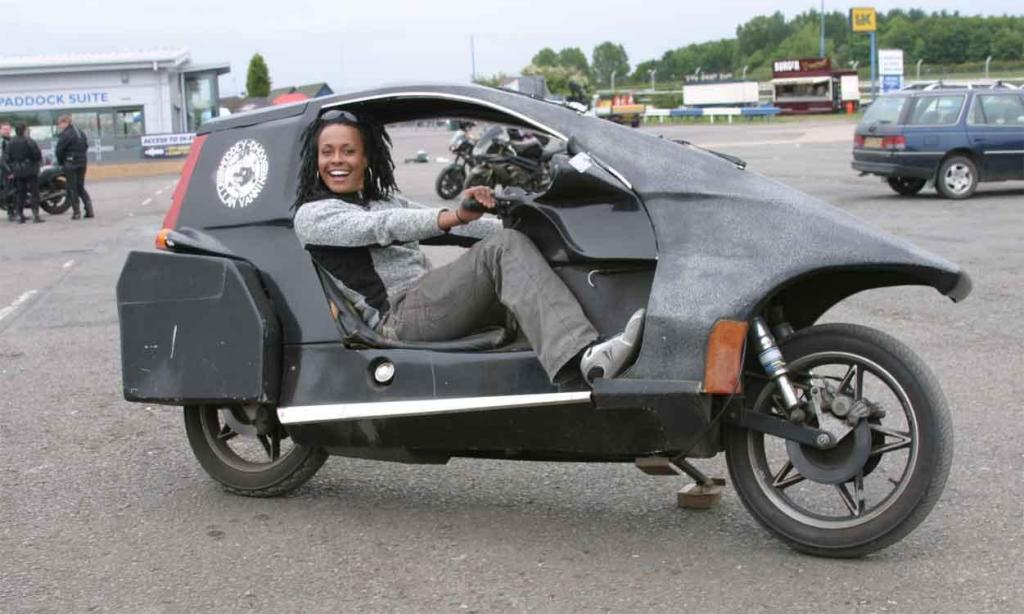
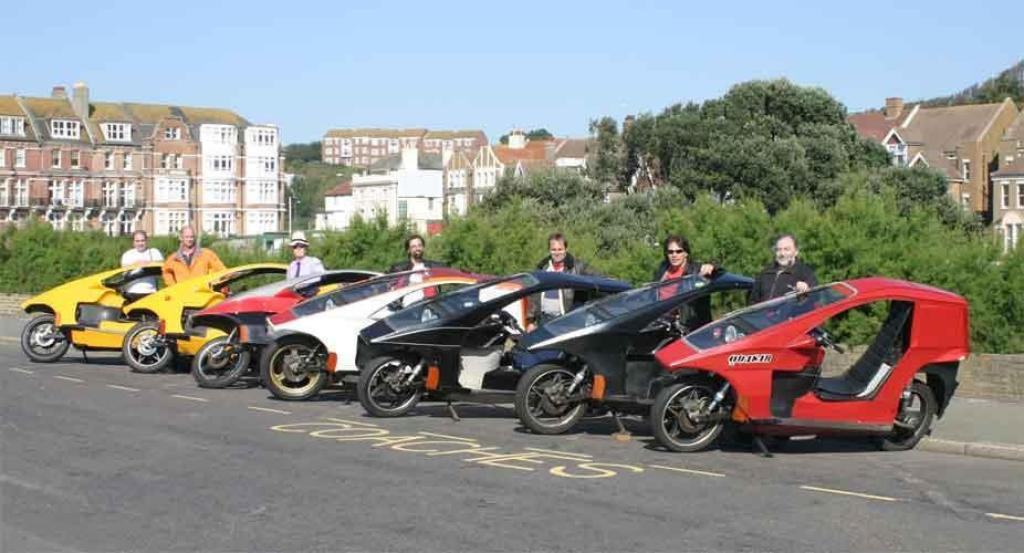